# I hoppet sig min frälsta själ förnöjer
I hoppet sig min frälsta själ förnöjer är en sång om himlen och den sista psalmen, nr 325, i psalmbokens ekumeniska del utgiven 1986. Förlagan är från Danmark 1639, troligen skriven av Elle Andersdatter (eller möjligen tillägnad henne), översatt av Olaus Forsselius 1668 och slutligen bearbetad och förkortad av Johan Olof Wallin 1819.
Melodin (D-dur, 6/4) är en svensk variant av en tysk folkmelodi från 1589.
|  |
|  |

## Publicerad som
- Nr 487 i 1819 års psalmbok under rubriken "Med avseende på de yttersta tingen: En trogen själs försmak av en salig evighet".
- Nr 109 i Stockholms söndagsskolförenings sångbok 1882 med verserna 1, 3, 4 och 7, under rubriken "Psalmer".
- Nr 328 i Svensk söndagsskolsångbok 1908 under rubriken "Vid graven".
- Nr 702 i Sionstoner 1935 under rubriken "Uppståndelsen, domen och det eviga livet".
- Nr 599 i 1937 års psalmbok under rubriken "Uppståndelsen, domen och det eviga livet".
- Nr 325 och därmed den sista psalmen under rubriken "Himlen" i Den svenska psalmboken 1986, 1986 års Cecilia-psalmbok, Psalmer och Sånger 1987, Segertoner 1988 och Frälsningsarméns sångbok 1990.
- Nr 570 i Svensk psalmbok för den evangelisk-lutherska kyrkan i Finland (1986) under rubriken "Det kristna hoppet", med en annan text och med titelraden "Eja, mitt hjärta, hur innerlig är fröjden"
- Nr 708 i Lova Herren 1988 under rubriken "Det kristna hoppet inför döden".